# トム・ヨーク
トーマス・エドワード・ヨーク（英語: Thomas Edward Yorke、1968年10月7日 - ）は、イギリス出身のミュージシャン。レディオヘッド、アトムス・フォー・ピースおよびザ・スマイルでボーカル、ギター、ピアノ、作詞、作曲などを担当。2006年にはソロミュージシャンとしてもデビュー。
2002年の『Q』誌において「最も精力的なイギリス人ミュージシャンの一人」に選出、「Q誌の選ぶ歴史上最も偉大な100人のシンガー」において第13位に選出された。
2005年の『ブレンダー』誌における「歴代の偉大なポピュラーミュージック・シンガー投票」で18番目に選出されている。
2008年の『ローリング・ストーンの選ぶ歴史上最も偉大な100人のシンガー』の第66位に選出された。

## 生い立ち
イングランドのノーサンプトンシャーに生まれ、生後間もなく化学関係の職に就いていた父・グレアムの仕事の関係でスコットランドに転居。生まれつき左目は完全に麻痺しており、現在も後遺症が残っている。本人は「僕の瞼は閉じたままで、誰もが一生このままだと思ってた。その後ある専門医が義眼みたいに筋肉を移植できる事を思いついた。そして僕は生まれて間もなくから6歳までの間に筋肉移植の大きな手術を5回受けたんだ。でも彼らは最後の手術（最初の手術とされる記事も存在する）をしくじりやがった。それで僕の目は半分見えなくなったんだ」とインタビューで語っている。年中眼帯を装着していたことと半年に2回のペースで行われる引っ越しなどで、子供の頃のストレスは相当なものだった。またこの左目が原因で、アビントン・スクールでは「サラマンダー（サンショウウオ）」というあだ名で呼ばれていた。
1976年にイングランド南部へ再び転居。8歳の誕生日に安いスパニッシュ・ギターをプレゼントされる。人生で初めて熱中した楽器となり、短期間だがギタースクールにも通った。1978年以降はオックスフォードに居住し。1980年までウィットニーのスタンドレイク聖公会小学校に通った（後に弟のアンディも入学）。母バーバラは教師で、その学校の教壇に立っていた。
1978年、10歳でスクールの友達と生まれて初めてバンドを結成。楽器が出来るのがそもそもトムだけで、「バンドというよりギターの配線を面白おかしくして燃やしたりする科学グループ」（Q誌）だったらしい。1979年、11歳で生まれて初めて作曲を行う。曲名は「Mushroom Cloud」で、原子爆弾の爆発を歌った曲。「（きのこ雲の）恐ろしさではなく、ただ単純にその見た目について書いた曲」と、後年インタビューで話している。（1998年Opinion誌）

### レディオヘッド結成

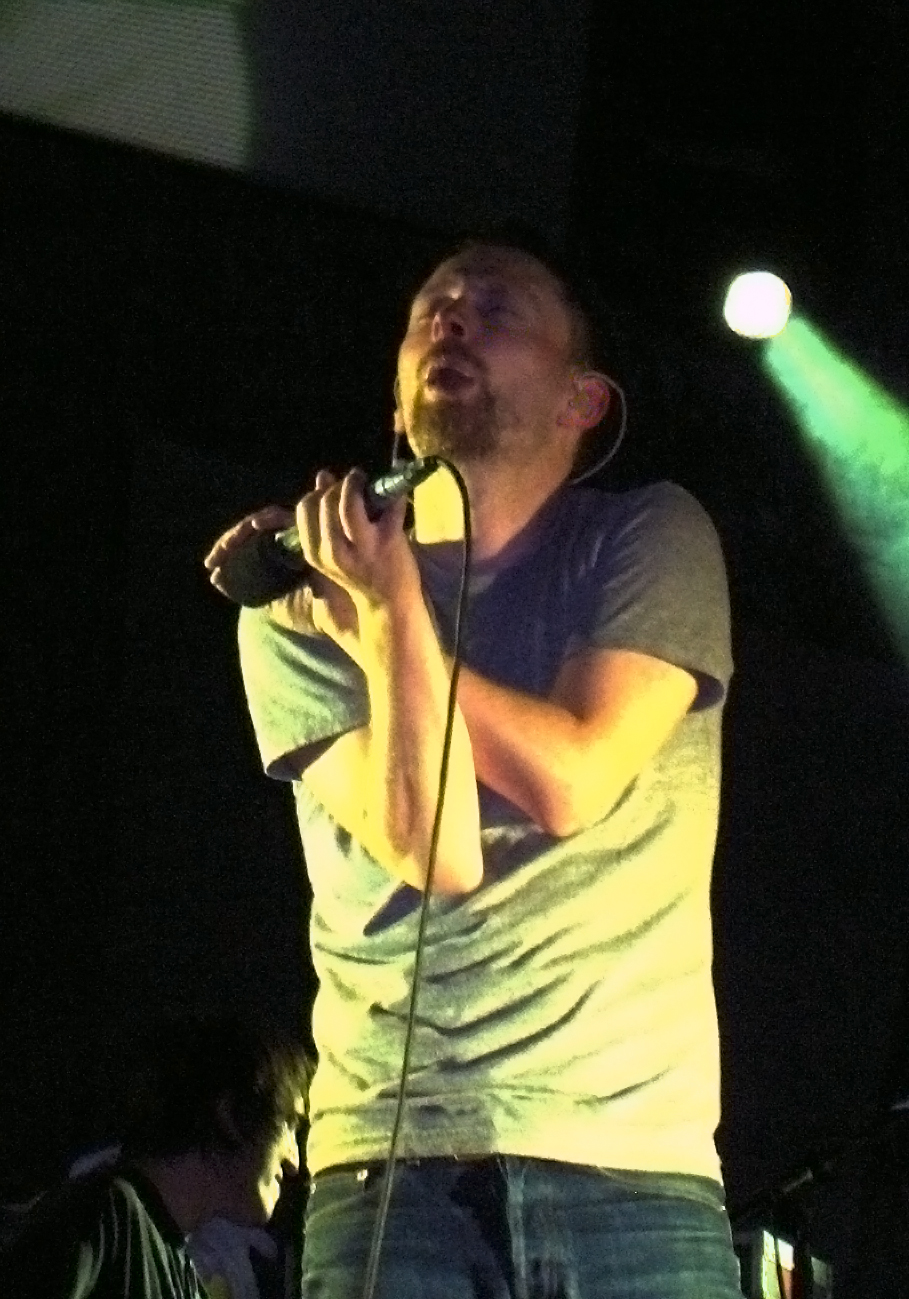
2006年撮影

1981年、男子全寮制のパブリックスクールであるアビントン・スクールに入学。翌1982年には、のちのレディオヘッドのメンバーとなるコリン・グリーンウッドを含めたスクールの友人達とパンクバンド「TNT」を結成するが、コリンとトムの2人は隙を見て脱退した。1985年、エド・オブライエンをギターとして勧誘し、3人をオリジナル・メンバーとしてバンドを結成した。メンバーは流動的で、一時はホーンセクションが在籍していたこともあった。その後、リズムを刻んでいたドラムマシンが故障したため、上級生のドラマーフィル・セルウェイを勧誘してレディオヘッドの前身となる「オン・ア・フライデー」を創設する。兄のバンドに入りたがっていた当時15歳のジョニー・グリーンウッドをサポートメンバー、キーボードとして入れる。
1987年のスクールを卒業後は、1年ほどアルバイトを転々として生計を立てていたが、ほぼ全てを解雇されるか自分から退職しており、一つも長続きしなかった。1988年、名門エクセター大学に入学するため、トムは単身でイギリス南西部のエクセターに移り、バンドは一時休止した。大学で将来の妻レイチェル・オーウェンと出会う。大学では一時的に「ヘッドレス（ヘッドレス・チキン）」というバンドに参加。メンバーの一人、ジョン・マティアス（ザ・ベンズではコーラス・ストリングスに参加）はメジャーデビューしており、現在も活動中である。ザ・ベンズ収録の「High & Dry」はこのバンドでトムが書き下ろした曲である。1991年春、単位を取得し、エクセター大学を卒業した。ヘッドレスを抜けオックスフォードへと戻る。オン・ア・フライデーは活動再開し、ジョニーがギタリスト兼キーボーディストとして正式加入した。
1992年、EMI傘下パーロフォンと契約する。レディオヘッドとバンド名を変えてメジャーデビューした。（敬愛するロックバンド、トーキング・ヘッズの作品『トゥルー・ストーリーズ』に収録の曲「Radio Head」が由来となる。）2000年、ビョークのアルバム『セルマソングス〜ミュージック・フロム・ダンサー・イン・ザ・ダーク』収録曲「アイヴ・シーン・イット・オール」にゲスト参加した。2001年2月、学生時代からの恋人であるレイチェル・オーウェンとの間に息子ノアが生まれる。2006年7月5日、初のソロ・アルバム『The Eraser』を発売した。
最も印象に残っているギグは、1997年のグラストンベリー・フェスティバルと語る。グラストンベリーとしても記憶に残るギグとして、しばしば多くの英ロック雑誌のランキング投票で上位に挙げられる。

## 使用楽器

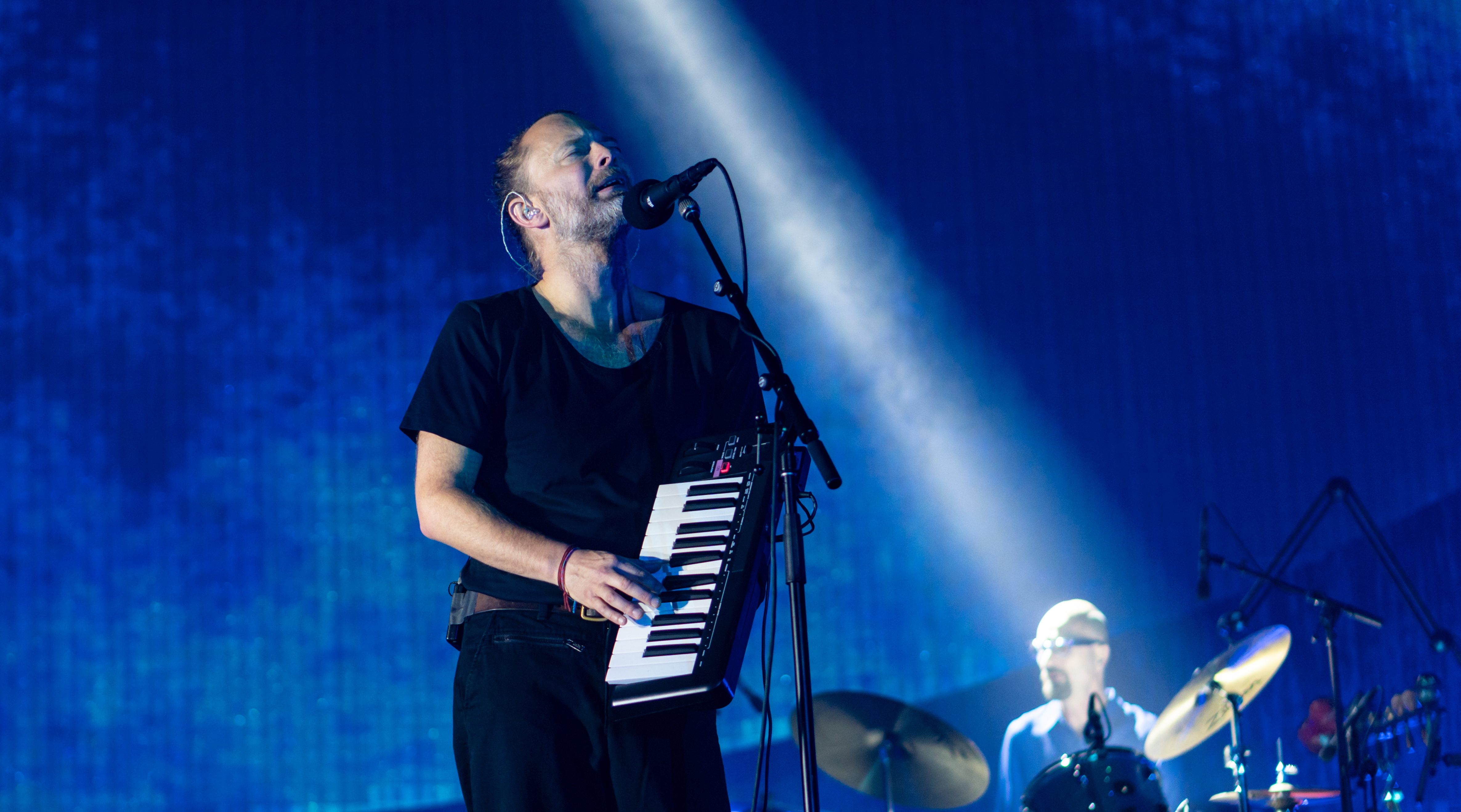
2018年

エレクトリックギターはフェンダー・テレキャスター系をメインにしていたが、近年はギブソン・SG、フェンダー・ジャズマスターの使用頻度が高く、曲によって使い分けている。エフェクターは歪みとディレイを中心とした汎用的なシステムを使用。アコースティックギターは主にギブソン、マーティン製のヴィンテージかつ小振りなモデルを愛用している。ピアノ、シンセサイザー、ハーモニウムなどの鍵盤楽器も使用する。特にピアノはヤマハ製のものが多い。その他、タンバリンやミニドラムキットなど、曲に合わせて様々な楽器を演奏する。

## 歌唱・演奏スタイル
美しい高音の裏声を多用した歌唱スタイルが特徴。「女性や子供のよう」とも形容されるが、トムのコンプレックスでもあり、『キッド A』では意図的にそのスタイルを封印して歌声をノイズやエフェクトでかき消したりなど、時期によって試行錯誤を重ねている。パブロ・ハニー期には線の細い歌声とは正反対の、エモーショナルなシャウトを用いていたこともあった。現在では、本来の高い裏声をメインにした歌唱に戻っており、2006年のソロ・アルバム以降のインタビューでは「僕にはこの声しかないって改めて分かった」などと語っており、後の『イン・レインボウズ』では、それまで以上に披露している。
レディオヘッドの楽曲は一部のプログラミング主体の曲以外、トムの弾き語りを基調にバンドサウンドを肉付けしていくものが非常に多いため、トムのギタープレイはその多くが、伴奏となるコードプレイもしくはリフ主体であり、ギターノイズやリードプレイはエド・オブライエンとジョニー・グリーンウッドに一任している。しかし、多くのバンドのヴォーカリストが弾くようなサイド・ギターとしてのプレイ一辺倒には留まらず、歌いながらメロディー・ラインとはリズムの異なるリフを弾くなど、ギター歴が長い。デビュー初期は低い位置でギターを構えていたが、現在は標準もしくはやや高めになっている。
『キッド A』以降から本格的に鍵盤の弾き語りも行うが、ほぼ独学であり、シンセサイザーに関しては「プログラミングや演奏はジョニーやコリンのほうが得意」と述べている。
マルチミュージシャンである一方、楽譜の読み書きを苦手としている。克服しようと努めた時期もあったが、グリーンウッド兄弟に「そんな馬鹿な事をやるなら曲のデモの1つでも作ってくれ」と諭され、断念した。ちなみに、レコーディングでストリングスやホーンセクションを呼ぶ際は、当初から基本的にジョニー・グリーンウッドが譜面を作成している。

## レディオヘッドにおける貢献・作風

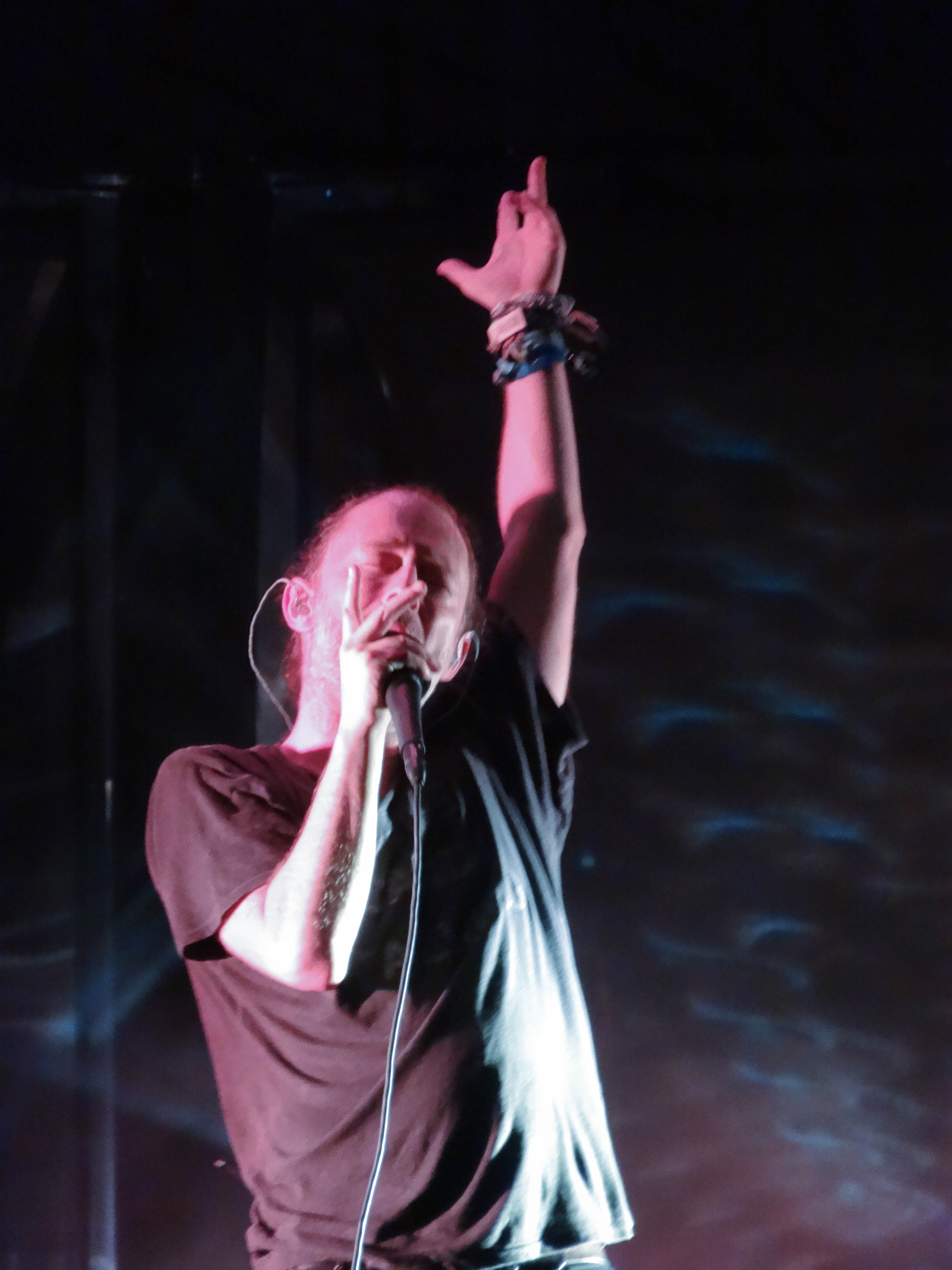
2016年

バンドの楽曲のすべての作詞を手掛ける。作曲もメンバーで最も貢献度が高いとされるが、レディオヘッドの楽曲の大半はデモや大枠をトムが作り、アレンジをメンバー5人とナイジェル・ゴッドリッチで議論しながら行うというスタイルをとっているため、一人でバンドの全楽曲を一から十まで作曲しているわけではない。ソロアーティストとしても活動している。
第三世界の人権問題や環境問題を軽視するコマーシャリズム、グローバリズムに嫌悪感を抱いており、貿易法改善を呼びかけるといった社会運動にも積極的に参加している。楽曲の歌詞にも政治、社会問題に関連して（多くは婉曲的に）書かれたものがいくつか存在するが、その多くは何らかの扇動的意識や不特定多数への問いかけを内包しているというより、むしろアイロニカルで厭世的なものであり、ここは同じく政治的な歌詞が目立つU2のボノやR.E.M.のマイケル・スタイプとの大きな相違点である。
『OK コンピューター』前後までノートを常時持ち歩いており、それを片手にインタビューを受けることも多かった。単なる落書きや歌詞のインスピレーションとなる言葉など、様々なものを書き殴っていた模様。

## 人物
ベジタリアンであるが、偏執的に固執はしない。ちなみにレディオヘッドのメンバーも、コリン・グリーンウッド以外はトム同様ベジタリアンである。
自他共に認める非常に気難しい性格である。他人に心を開くまで時間がかかり、それまでは愛想が悪いと誤解されることもある模様だが、打ち解ければ好人物とされる。コリン・グリーンウッド曰く、若い頃は「癇癪持ちで赤の他人にとってはちょっと近寄りがたい性格」で、デビュー後もステージ上や公の場で笑顔を見せることは非常に少なかったが、2003年以降のインタビューでは「僕も年取ったし、大人になった」とコメントしている。ヘイル・トゥ・ザ・シーフツアー以降は、それまでとは打って変わり、ステージ上でおどけたり、笑顔を見せることも多い。
趣味は悩む事と称している。音楽雑誌などのメディアからインタビューでも、バンド環境や自身の声質など常に何かに悩んでいる姿勢がうかがえる。また、本人曰く「自分の減らず口と皮肉さは最大の悩み事であり、最大の取り柄である」と語っている。
村上春樹を愛読している。村上も著作『海辺のカフカ』内で主人公の少年が『キッド A』を聴く場面を描写している。
車嫌いで知られ、歌詞の多くで否定的に綴られている。自身も学生時代に大きな事故にあっており、二酸化炭素の大量排出やグローバル資本主義・第三世界労働者軽視の象徴という意味でも、車産業・車メーカーを忌み嫌っている。近場の移動には自転車を使用する。
1997年〜2000年前後までうつ病で医療機関にかかり、抗うつ薬を服用していたことを認めている（SPIN誌他）。
本国やアメリカでは、顔がウラジーミル・プーチンに似ていると話の種にされることがある。メンバーのエド・オブライエンの公式ダイアリーでも、それについて触れている。
エクセター大学の卒業制作で取り組んだのは、Macintoshを使用し、ミケランジェロの絵画の色をすべて変え、自分の作品に仕立て上げるというものだった。
［1995年アンケートより］
- 趣味：バンドをやる事、眠る事、悩む事。
- 好きなアーティスト：ピクシーズ、マガジン、ザ・フォール、ジョイ・ディヴィジョン、ジャパン、R.E.M.、ザ・キュアー、パブリック・エナミー、クイーン、エルヴィス・コステロ、ビョーク、シガー・ロス etc。
- 好きな本：BEN OKRI "The Famished Road"（ベン・オクリ『満たされぬ道』・訳：金原瑞人）
- 好きな映画："A NIGHT ON EARTH" "LES AMANTS DU PONT-NEUF" "ARTHUR"

### 私生活
現在はオックスフォードシャー在住。 。ヨガと瞑想をすることが多い。実弟アンディは1993年から2000年までアンビリーバブル・トゥルースのボーカルだった。
自宅にいる際は、ニュースチャンネルに一日中かぶりついていることもある模様。また、ラジオを常に持ち歩いている。マルタン・マルジェラの服を度々着用している。
23年間、ヨークはアーティストで講師のレイチェル・オーウェンと交際していた。レイチェルとはエクセター大学在学中に出会い、2001年に息子ノア、2004年に娘アグネスを儲けている。タイムズ紙によると、ヨークとオーウェンは2003年5月にオックスフォードシャーで密かに式を挙げ結婚した。2015年8月に二人は友好的に別れたと発表した。オーウェンは2016年12月18日に48歳で癌のため死去した。
ヨークは2017年にイタリア人女優のダジャナ・ ロンシオーネ(Dajana Roncione)と交際を始めた。彼らは2020年9月にシチリア島のバゲリーアで結婚した。

## 発言

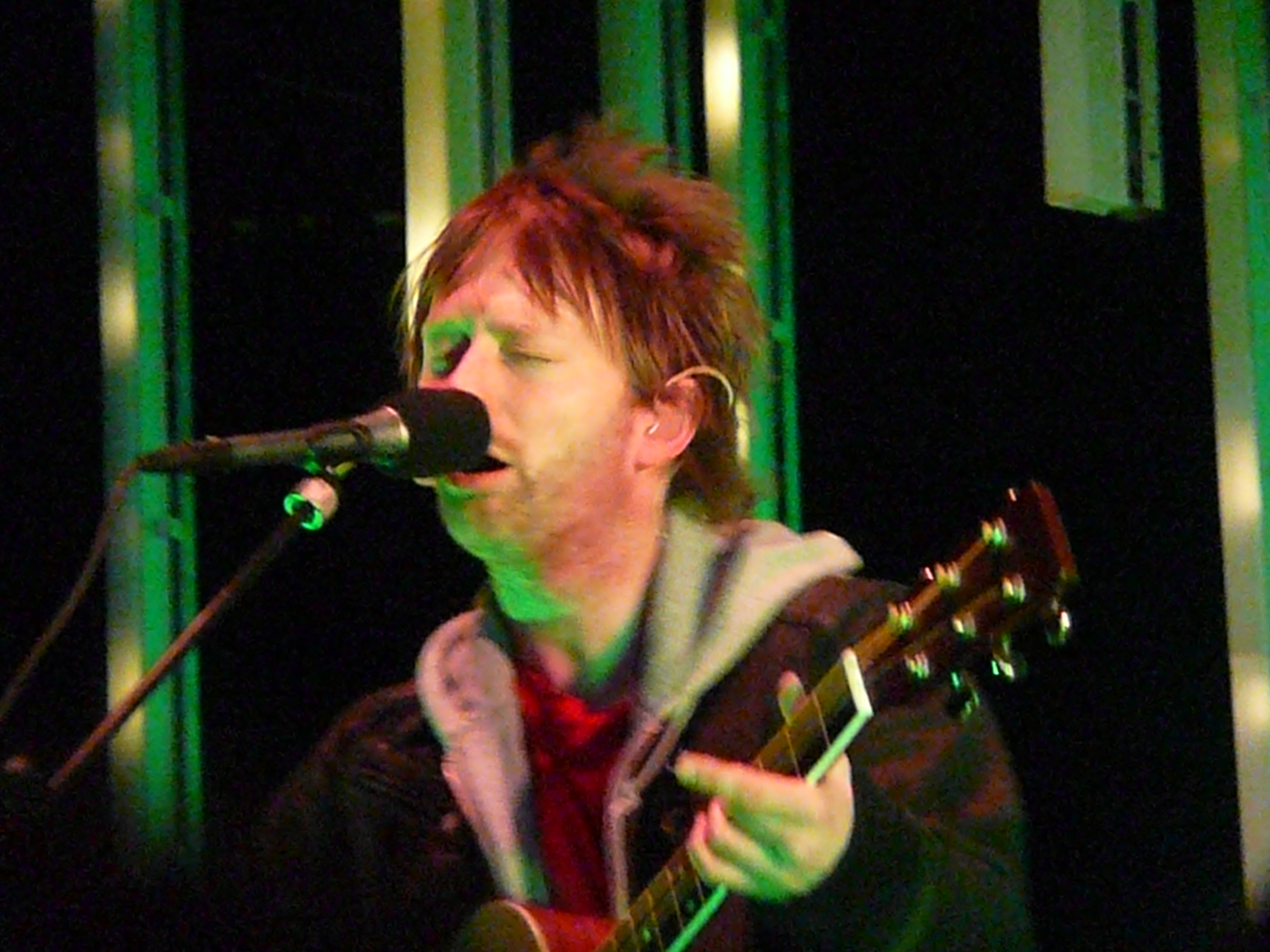
2008年

- 「『あなたの目は美しいんだけど、何かが全く違ってるのよ。』表現者としての僕を最初に批評してくれた人が言った言葉さ」[21]
- 「小さい頃はただスターを目指してたよ。もしかすると、今もそうかもしれないね」[22]
- 「ロックなんてゴミ音楽じゃないか！　僕はゴミだと思う」[23]
- 「僕らは民主的だから、何ひとつ決まらないんだ。だからいつも苦しむんだ」[24]
- 「基本的に僕らのアルバムには完全に近い凝集性がある。シングル用じゃないから時間をかけずとか、そんな事、"何言ってんだこのクソ野郎は"ってぐらい、よく理解できない」[25]
- 「作品を出す時、余計な人が絡んでこないのがすごく魅力的だったんだ」[26]
- 「ピクシーズなんかは最初からキッズに対して媚びた音楽は作ってなかった。そういうモデルは目指すべきものだと思った」[27]
- 「Radioheadってバンド名は、その名の通り、僕らの姿勢を代弁してるよ」[28]
- 「僕は（大学に）行ったよ。他のアーティストをリスペクトするように教わった」（ノエル・ギャラガーのトムに対する「あんたがどれだけ"俺達は不運だ"って言う事に時間を費やしたとしても、客はクリープを歌ってほしいだけなのさ」「俺は大学になんか行ってねえ」などの攻撃的な発言に対して）
- 「ちょっと待って、君の仕事は何？」（インタビューで家族の事に話が及んだ際）[29]
- 「うつ病って言うのは病気だ。そういうのをアーティスティックなものと関連付けようとする奴もいるけど、頭がおかしいとしか思えない。それはただの苦しい病気なんだよ。病人を冒涜してる」[30]
- 「そこらへんを歩いてる人々すべてに悲観的観測をしてたら、確実に気が狂ってしまう事に気付いた」[31]
- 「この世界（＝音楽業界）は隙あらば寝首をかいてやろうって人に溢れてる。でもR.E.M.のメンバーは本当に僕たちに良くしてくれてるよ」[32]
- 「最近のシーンでドラムをドンドン叩くバンドがいっぱいいるけど、なんでそうする必然性があるのかもう少し理由を考えてみるべきだと思う」[33]
- 「あの頃は色々最悪だったんだけど、一番酷かったのは髪型かな…。」（デビュー初期の自分について）[34]

## 評価

### 他アーティストからの評価
- ノエル・ギャラガーは、トムのネガティヴな歌詞について批判的に発言する一方、新譜が出る度に毎回購入し、「ライブでは一発お見舞いされる」と発言するなど、その前衛性と革新性について高く評価している。『OK コンピューター』の収録曲「カーマ・ポリス」は、ノエルからレディオヘッド・ベストに挙げられている。

### 他アーティストへの評価
- ブラーを絶賛しており、シングル「アウト・オブ・タイム」を名曲だと発言した。また、彼らの3rdアルバム『パークライフ』を「素晴らしいアルバムだよ。（リリース時は）あれに負けないようなアルバムを作らなきゃいけないって思った」などと発言をしていた。なお、同時期に制作していたアルバムが『ザ・ベンズ』である。

## ディスコグラフィー
アルバム
- The Eraser (2006)

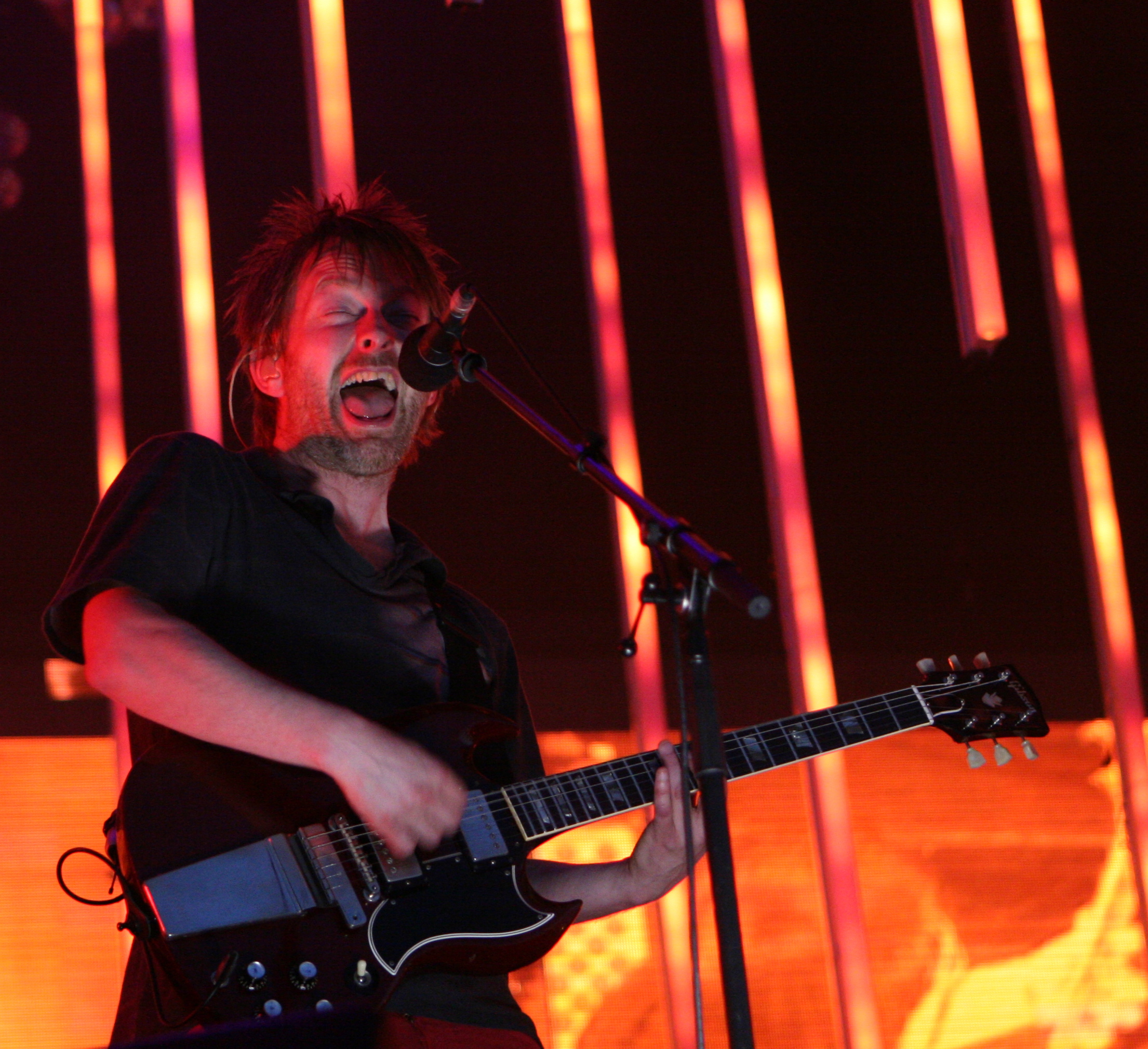
2008年のバルセロナ公演

- Spitting Feathers (2006)　※日本限定版
- Tomorrow's Modern Boxes (2014)
- Anima (2019)

シングル
- FeelingPulledApartByHorses / TheHollowEarth (2009)
- Hearing Damage (2009)
- YouWouldn’tLikeMeWhenI’mAngry (2017)
- 5.17 / That's How Horses Are (2022)

コラボレーション
- Nattura (2008)
- Shipwreck (2011)
- This (2012)
- Daily Battles (2019)
- Her Revolution / His Rope (2020)

リミックス
- The Eraser Rmxs (2008)
- Not the News Rmx (2019)
- Creep (Very 2021 Rmx) (2021)
- GAZZILLION EAR (THOM YORKE MAN ON FIRE REMIX) (2021)

サウンドトラック
- The UK Gold (2013)
- Why Can't We Get Along (2018)　※Rag & Boneショートフィルム
- Time of Day (2018)
- Suspiria (2018)  (ルカ・グァダニーノ監督作品)
- Confidenza (2024, XL Recordings / Beat Records)[35] (ダニエレ・ルケッティ監督作品)[36]

プロデュース
- Sus Dog (2023)